# 劉献堂
劉 献堂（りゅう けんどう、1928年12月21日 – ） は、台湾のカトリック教会名誉司教である。洗礼名は「ルカ」。新竹教区補佐司教および司教を務めた。

## 経歴
- 1928年 – 12月21日、中国河北省献県生まれ。
- 1956年 - 11月30日、司祭叙階。
- 1965年 - 台湾桃園県私立振聲高級中学（中国語版）校長に就任。
- 1980年 - 10 月24日、新竹教区補佐司教に任命。
- 1981年 - 1月10日、司教叙階。振聲高級中学校長から退任。
- 1983年 - 6月29日、新竹教区司教に昇格。
- 2004年 - 12月4日、新竹教区司教の任務を引退。